# Stanisław Raułuszkiewicz
Stanisław Jan Raułuszkiewicz (ur. 28 stycznia 1926 w Suwałkach, zm. 2 sierpnia 2019 we Wrocławiu) – polski specjalista fizjologii i patologii rozrodu zwierząt, prof. dr hab.

## Życiorys
Syn Stanisława i Eugenii. Od 1947 studiował na Wydziale Weterynaryjnym Uniwersytetu i Politechniki we Wrocławiu, włączonym w 1952 w struktury nowo powstałej Wyższej Szkoły Rolniczej we Wrocławiu. Bezpośrednio po studiach ukończonych w 1952 pracował w Departamencie Weterynarii Ministerstwa Rolnictwa, następnie w Gorzowskich Zakładach Przemysłu Bioweterynaryjnego "Biowet" w Gorzowie. Od 1953 pracował w Katedrze Patologii Rozrodu i Kliniki Położniczej Wydziału Weterynaryjnego Wyższej Szkoły Rolniczej we Wrocławiu (od 1972 przekształconej w Akademię Rolniczą). W 1961 otrzymał stopień doktora, w 1985 stopień doktora habilitowanego. Od 1987 był zatrudniony jako docent. 14 stycznia 1992 nadano mu tytuł profesora w zakresie nauk weterynaryjnych. W 1996 przeszedł na emeryturę
Był członkiem Polskiego Stowarzyszenia Filmu Naukowego, Polskiego Towarzystwa Genetycznego i Komitetu Biologii Rozrodu Zwierząt Polskiej Akademii Nauk. Został pochowany na Cmentarzu Świętej Rodziny we Wrocławiu.

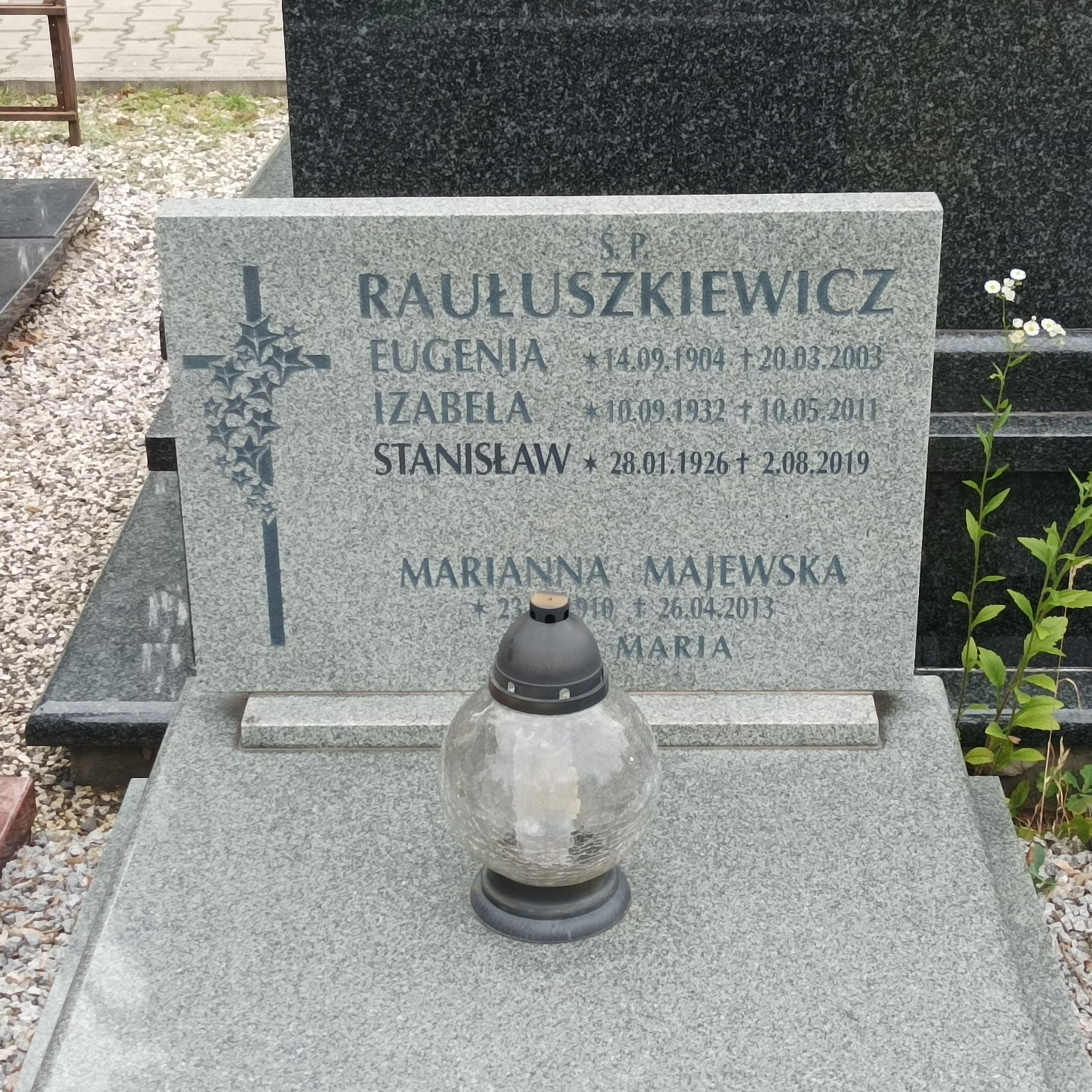
Grób prof. Stanisława Raułuszkiewicza na Cmentarzu Świętej Rodziny we Wrocławiu

## Odznaczenia
- Krzyż Kawalerski Orderu Odrodzenia Polski[1]
- Złoty Krzyż Zasługi[1]